# Bruno Retailleau
Bruno Retailleau (ur. 20 listopada 1960 w Cholet) – francuski polityk i samorządowiec, parlamentarzysta krajowy, od 2015 do 2017 prezydent regionu Kraj Loary, od 2024 minister spraw wewnętrznych, od 2025 przewodniczący Republikanów.

## Życiorys
Absolwent Instytutu Nauk Politycznych w Paryżu. Był długoletnim współpracownikiem Philippe'a de Villiersa, pracował w założonych przez niego przedsiębiorstwach – parku tematycznym Puy du Fou, stacji radiowej Alouette i zajmującej się komunikacją szkole Sciencescom.
Od 1988 do 2015 był radnym departamentu Wandea. W 1994 objął zwolniony przez Philippe'a de Villiersa mandat posła do Zgromadzenia Narodowego X kadencji, który wykonywał do 1997. Również w 1994 dołączył do Ruchu dla Francji. W kadencji 1998–2004 był wiceprzewodniczącym rady regionalnej Kraju Loary, zaś od 2010 do 2015 sprawował urząd przewodniczącego rady generalnej departamentu Wandea. W 2004 został wybrany w skład francuskiego Senatu. W 2009 Bruno Retailleau miał dołączyć do centroprawicowego rządu François Fillona. Philippe de Villiers sprzeciwiał się tej nominacji, do której ostatecznie nie doszło. W wyniku konfliktu w 2010 Bruno Retailleau opuścił Ruch dla Francji. Dołączył następnie do Unii na rzecz Ruchu Ludowego, stając w 2012 na czele jej struktur departamentalnych w Wandei. W 2014 uzyskał senacką reelekcję, w tym samym roku został nowym przewodniczącym klubu senackiego UMP.
W grudniu 2015 jako kandydat centroprawicy (w tym powstałych na bazie UMP Republikanów) zwyciężył w drugiej turze wyborów na prezydenta regionu (przewodniczącego rady regionalnej) Kraj Loary. Zakończył pełnienie tej funkcji we wrześniu 2017 (po wprowadzeniu zakazu kumulacji mandatów zdecydował się na zachowanie miejsca w Senacie). Mandat senatora utrzymał następnie w wyborach w 2020. W 2022 ubiegał się o przywództwo w partii, w grudniu tegoż roku w drugiej turze pokonał go jednak Éric Ciotti.
W czerwcu 2024 (wraz z większością przywódców ugrupowania) sprzeciwił się promowanej przez lidera Republikanów współpracy wyborczej ze Zjednoczeniem Narodowym. We wrześniu 2024 objął urząd ministra spraw wewnętrznych w rządzie Michela Barniera. Pozostał na tej funkcji także w powołanym w grudniu tego samego roku gabinecie François Bayrou, został wówczas także ministrem stanu. W maju 2025 wybrano go na nowego przewodniczącego Republikanów; pokonał wówczas Laurenta Wauquieza z wynikiem ponad 74% głosów.